# 摇滚反对种族主义运动

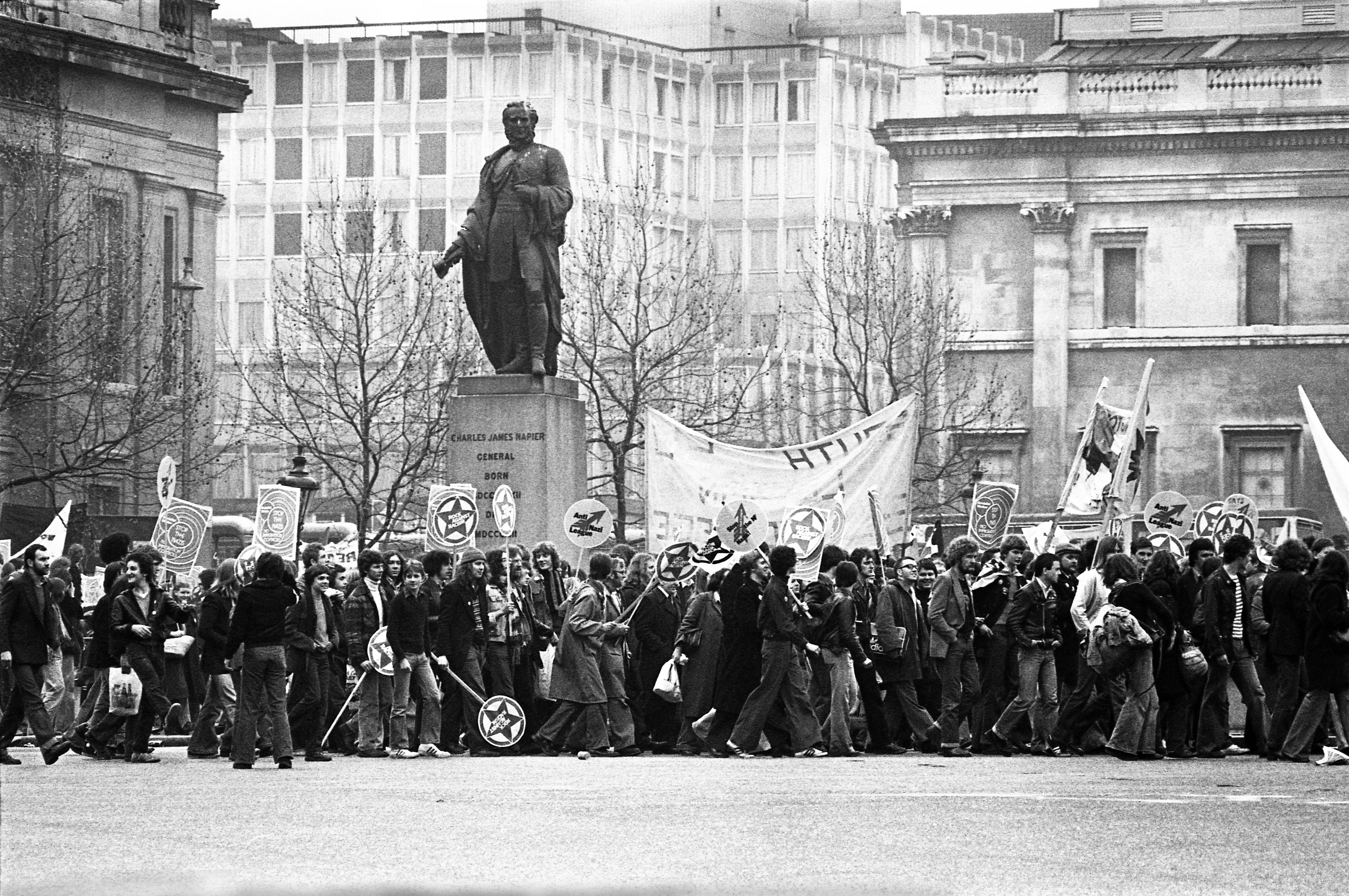
摇滚反对种族主义运动（摄于1978年）

摇滚反对种族主义运动（Rock Against Racism，简称RAR）是英国于1976年开始的一场运动，旨在回应越来越多的种族冲突，以及鼓吹白人国家主义的团体（如民族阵线）。该运动有流行音乐、摇滚乐、雷盖音乐家同台演出，宣扬反种族主义主题，鼓励年轻人远离种族主义观。该运动发起的部分人原因，也是为了回应抱有种族主义偏见的知名摇滚乐手埃里克·克莱普顿的言行。

## 经过
1978年4月30日，伦敦东区的维多利亚公园聚集了数以万计的群众。他们来自英国的各个地方，其中有42辆长途公共汽车的人来自格拉斯哥，有15辆来自谢菲尔德，此外还有一辆来自曼彻斯特的满载乘客的列车。这些人从特拉法尔加广场出发，横穿整个伦敦市，然后来到维多利亚公园，参加一个由Tom Robinson和The Clash领衔的特殊的全天性音乐节。这次活动的组织方名为“Rock Against Racism”（摇滚反对种族主义），是一个由Red Saunders等人发起的平民政治运动，目的是为了通过音乐节来反对种族主义，以及对抗英国的极右翼组织民族阵线、地方保护主义以及欧洲怀疑主义等政治纲领，反对英国侨民、同性恋等人群）在选举中日益扩大的势力影响。